# Imecs Mária
Imecs Mária (Kolozsvár, 1948. február 17. –) erdélyi magyar villamosmérnök, műszaki fordító és szakíró. Imecs Márton és Imecs Mária leánya, Imecs Julianna és ifj.Imecs Márton testvére.

## Életútja
Szülővárosa 11. (később 3.) számú középiskolájában érettségizett (1965), mint évfolyamelső szerzett villamosmérnöki oklevelet a Kolozsvári Politechnikai Intézetben (1970). Pályáját mint kutatómérnök Bukarestben kezdte, majd a kolozsvári Tehnofrig Gépgyár tervezőmérnöke, 1975-től tanársegéd, 1978-tól adjunktus a Kolozsvári Politechnikai Intézet elektrotechnikai karán.
Kutatási tárgyköre a teljesítményelektronika, a villamos gépek tranziens folyamatai, a villamos léptetőmotorok és a mikroprocesszorok alkalmazásai. Az élelmiszeripar számos területén használt gépek és gépsorok (folytonos dagasztó gépcsoport, emeletes szalagos kenyérsütő kemence, vákuumos húsdaráló gép, gépesített zsemle- és kiflivonal) tervezője; több találmányát szabadalmazták (sztatikus konverterrel táplált aszinkronmotorok szabályozási rendszerének mikroszámítógépes vezérlése, ugyanez szinkronmotorokkal, 1977).
Társszerzőkkel írt román nyelvű dolgozatai a Kolozsvári Politechnikai Intézet és a Brassói Egyetem tudományos közlönyeiben jelentek meg (1977–78). Kelemen Árpáddal közösen írt angol nyelvű tanulmányait egy-egy genfi (Seminar on Computer Aided Design 1979) és stuttgarti (Preprints Eurocon 1980) kiadvány, valamint a III. Nemzetközi Automatikai Konferencia (1979) és a II. Országos Hajtástechnikai Konferencia (1980) antológiája közölte. Magyar nyelvű szakdolgozatával (Villamos gépek, 1982) Budapesten, angol nyelvűekkel Stuttgartban (1980), Zürichben (1983) és Lausanne-ban (1983) nemzetközi konferenciákon szerepelt.
Fordításában jelent meg románul Kovács Károly Pál Kossuth-díjas akadémikus Villamos gépek tranziens folyamatai (Budapest, 1970) című munkája átdolgozva és kiegészítve Analiza regimurilor tranzitorii ale maşinilor electrice címmel, Kelemen Árpád társszerzésében (Bukarest, 1980). Simon Elek mellett mint szerkesztő és egyeztető részt vett a magyar iskolák számára román nyelvből fordított Hajtástechnika és automatizálás című XII. osztályos tankönyv (1979, 1981) elkészítésében.

## Munkái (társszerzőkkel)
- Mutatoare (1978);
- Mutatoare. Aplicaţii (1980);
- Mutatoare şi Electronica industrială (főiskolai jegyzet, Kolozsvár, 1981);
- Electronică de putere (1983)
- Árpád Kelemen–Mária Imecs: Vector control of AC drives; OMIKK, Bp., 1991- (Electrical engineering library)

## Díjak
- Gábor Dénes-díj (2012)